# PfSense
pfSense是一个基於FreeBSD的開源防火墙及路由平台（即作業系統）。
pfSense可安裝於實體電腦或虚拟机，能夠在網絡中充當獨立的防火牆及路由器。其配備用於進行設置及更新等管理工作的Web用戶界面，因而易用性較高。

## 历史
pfSense项目作爲m0n0wall项目的分支起始於2004年，並在2006年釋出了首個版本。其名稱衍生自數據包過濾工具PF。
該項目於2018年9月24日發佈了2.4.4版。

## 延伸閱讀
- Mastering pfSense, Second Edition Birmingham, UK: Packt Publishing, 2018. ISBN 978-1788993173. By David Zientra.
- Security: Manage Network Security With pfSense Firewall [Video] Birmingham, UK: Packt Publishing, 2018. ISBN 978-1789538991. By Manuj Aggarwal.

## 外部連結
- 官方网站